# Spilosoma ruficosta
Spilosoma ruficosta is een beervlinder uit de familie van de spinneruilen (Erebidae). De wetenschappelijke naam van de soort is voor het eerst geldig gepubliceerd in 1916 door Joicey & Talbot als Diacrisia ruficosta.
De eerste twee specimens van deze soort werden in 1914 verzameld bij de "Angi-meren" in het Arfakgebergte in Nederlands Nieuw Guinea (thans de Indonesische provincie West-Papoea) op ongeveer 2.000 m (6.000 voet) hoogte.